# John Carpenter
John Howard Carpenter (* 16. ledna 1948 Carthage, New York) je americký filmový režisér, producent, scenárista, hudební skladatel a muzikant. Proslavil se díky režii kultovních hororových a akčních filmů jako např. Halloween (1978), Mlha (1980), Útěk z New Yorku (1981), Věc (1982), Christine (1983), Vládce temnot (1987), Šílenství (1995), Útěk z L.A. (1996) či komedií Temná Hvězda (1974), Velké nesnáze v malé Číně (1986) a Neviditelný na útěku (1992). Vyrůstal v Bowling Green v Kentucky, kde také později chodil na Western Kentucky University. Dále pak chodil na Univerzitě Jižní Kalifornie, kde vyhrál Cenu Akademie za film The Resurrection Of Broncho Billy.
Společně s již zemřelými režiséry Wesem Cravenem, Georgem A. Romerem a Tobe Hooperem byl jedním z nejznámějších a nejvýznamnějších amerických hororových režisérů.

## Režijní filmografie
- Revenge of the Colossal Beasts (1962)
- Terror from Space (1963)
- Warrior and the Demon (1969)
- Sorceror from Outer Space (1969)
- Gorgo Versus Godzilla (1969)
- Gorgon, the Space Monster (1969)
- Temná Hvězda (1974)
- Přepadení 13. okrsku (1976)
- Someone's Watching Me! (1978)
- Halloween (1978)
- Elvis Presley (1979)
- Mlha (1980)
- Útěk z New Yorku (1981)
- Věc (1982)
- Christine (1983)
- Starman (1984)
- Velké nesnáze v Malé Číně (1986)
- Vládce temnot (1987)
- Jsou mezi námi (1988)
- Neviditelný na útěku (1992)
- Body Bags: Historky z márnice (1993)
- Šílenství (1995)
- Městečko prokletých (1995)
- Útěk z L.A. (1996)
- Upíři (1998)
- Duchové Marsu (2001)
- Mistři hrůzy (seriál) (2005)
- The Ward (2010)